# Школа № 90 имени А. С. Пушкина (Одесса)
Одесская специализированная школа № 90 І—ІІІ ступеней им. А. С. Пушкина с углублённым изучением немецкого языка Одесского городского совета Одесской области (укр. Одеська спеціалізована школа № 90 І—ІІІ ступенів ім. О. С. Пушкіна з поглибленим вивченням іноземних мов Одеської міської ради Одеської області) — общеобразовательная школа в Одессе с углублённым изучением немецкого языка.
Школа была основана в начале 1920-х годов и тогда располагалась на улице Софиевской дом № 24 в здании, построенном в последней трети XIX по проекту архитектора В. Ф. Мааса. До прихода к власти большевиков в этом здании располагался сначала штаб Инженерного управления Одесского военного округа, затем — Женская гимназия М. М. Маевской.
В 1923 году это была школа, содержавшаяся на родительские деньги. В 1925 году школа получила номер «90». За годы своего довоенного существования школа несколько раз меняла свой статус. Поначалу то была болгарская школа, потом — русская. В 1930-х годах школа работала как вспомогательное учебное заведение для детей с отклонениями в развитии.
С июля 1959 года в здании школы № 90 разместились Одесские государственные курсы иностранных языков. Здание находилось на улице Чкалова (в дореволюционное и постсоветское время — улица Большая Арнаутская), что дало курсам их обиходное название — «Чкаловские», с 2003 года ставшее и официальным.

## Адреса школы в период до Великой Отечественной войны
В довоенный период школа № 90 сменила несколько адресов.

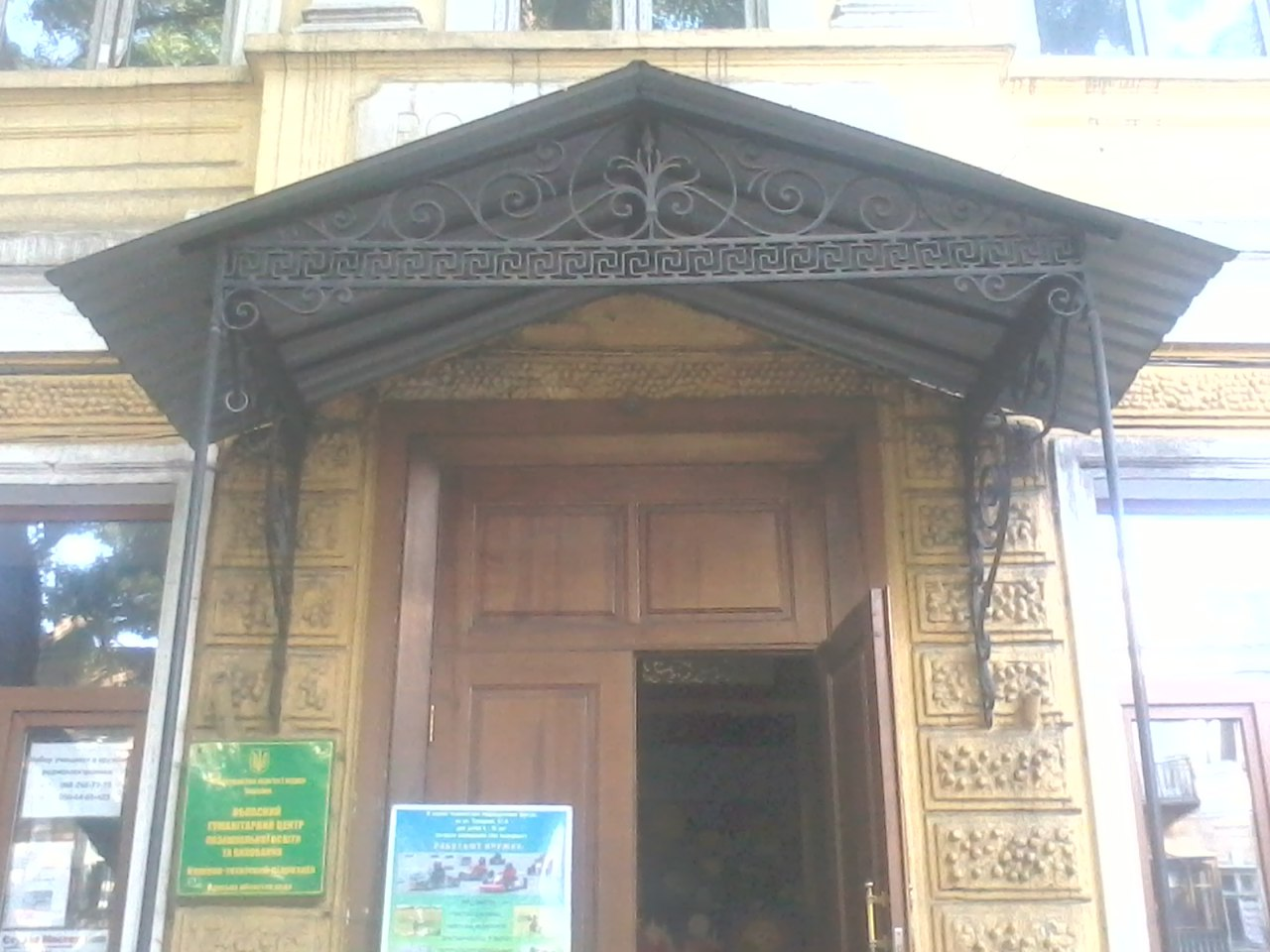
Здание по адресу ул. Троицкая 37а (Одесса)

- Ул. Софиевская (в советское время — Короленко), 24 (здание бывшей Женской гимназии, учр. М. М. Маевской)
- Ул. Разумовская, 24 (здание бывшего народного училища № 77)
- Ул. Богдана Хмельницкого, 4.
- Ул. Старопортофранковская, 2 (здание бывшего народного училища им. В. Г. Белинского)
- ул. Троицкая, 37-а (здание бывшего Греческого Родоканакиевского девичьего училища).

### Заведующие школой
- Николай Николаевич Карагяур (1925—1928)
- А. Борисова (1928—1930)
- П. П. Примаченко (1937—1939)
- Е. И. Любецкая (1939—1941)

## Во время румынской оккупации
Во время оккупации Одессы Румынией в здании по ул. Троицкой, 37-а до 1943 года размещалась начальная школа, в которой, как и в большинстве открытых школ города, главное внимание уделялось изучению Закона Божьего и румынского языка. В 1943 году, как и многие школы города, школа № 90 была закрыта.
Во время румыно-немецкой оккупации школа потерпела серьёзные убытки, оцененные специальной комиссией в 211 450 рублей. Несмотря на это, школа одной из первых приступила к обучению детей после освобождения Одессы в апреле 1944 года.

## В освобожденной Одессе
После освобождения Одессы в апреле 1944 года школа № 90 одна из первых приступила к обучению детей. В числе первых учениц школы была Нина Гордиенко, сестра одесского комсомольца-подпольщика Яши Гордиенко, которая была связной в партизанском отряде В. А. Молодцова-Бадаева. Исполняющим обязанности директора был назначен Д. Д. Герасименко. 10 июля 1944 года директором школы была назначена Евгения Леонтьевна Лапчинская.
В 1945 году, по решению Исполкома облсовета и в связи с Постановлением правительства УССР, при школе № 90 был открыт 11-й Педагогический класс для подготовки учителей младшей школы для Одессы, Одесской и Николаевской области.
В 1949 году, в связи с празднованием 150-летия со дня рождения Александра Сергеевича Пушкина, школе было присвоено его имя.

## Специализированная школа
С 1957 года учащиеся школы перешли к изучению немецкого языка, сменившего французский. В том же году учебное заведение получило статус специализированной школы с преподаванием ряда предметов на иностранном (немецком) языке. Стало это возможным во многом благодаря усилиям доцента В. Т. Ружейникова, который считал необходимым создание специализированных языковых школ.
В 1958 году коллектив школы был переведен в более просторное здание по улице Чкалова (сегодня — Большая Арнаутская), 2-б. До этого в здании располагалась Школа Юнг, затем — Высшая партийная школа КПСС. Одновременно с этим в состав школы вошли педагогический и ученических коллективы средней школы № 51.
В том же году, в соответствии с Приказом № 208 по Городскому отделу народного образования от 4 марта 1958 года, в школе № 90 были организованы группы продлённого дня. 
В середине 1970-х годов школа начала регулярные партнерские отношения со школами ГДР, которые продолжаются до сих пор

## Учебно-воспитательный комплекс
В ноябре 2004 года на базе школы был создан Одесский учебно-воспитательный комплекс № 90 имени А. С. Пушкина, объединивший школу № 90 и дошкольное учреждение № 126. Директором УВК № 90 был назначен Игорь Иванович Стеценко.
На 2019—2020 учебный год в школу поступило 128 детей, распределенных в 4 класса.

## Директора школы
- И. о. Директора Д. Д. Герасименко (апрель — июль 1944)
- Евгения Леонтьевна Лапчинская (июль 1944—1963)
- Владимир Павлович Миронюк (1963—1971)
- Диана Владимировна Ветошкина (1971—1978)
- Полина Ивановна Накурда[12] (1978—2004)
- Игорь Иванович Стеценко (2004 — 2017)
- и.о. Директора В.И. Киселёва (2017 - 08.02.2018)
- Сергей Юрьевич Иванов (08.02.2018)[13]

## Школьные музеи
- В 1973 году в школе был открыт школьный музей А. С. Пушкина (Основатель — Илья Лазаревич Попелюхер)[14].
- В 1980 году в школе был создан музей 17-й Воздушной армии[15][16]

## Школа на сайтах города
- Официальный сайт Одесского горсовета
- Страница школы на сайте Одесского департамента науки и образования
- ТРК «ГЛАС»
- Сайт Департамента образования и науки Одесского горсовета